# A5/2
A5/2 és un xifrat de flux que s'utilitza per proporcionar privadesa de veu en el protocol de telefonia mòbil GSM. Va ser dissenyat el 1992-1993 (acabat el març de 1993) com a reemplaçament de l'A5/1 relativament més fort (però encara feble), per permetre que l'estàndard GSM s'exportés a països "amb restriccions a la importació de productes amb característiques de seguretat criptogràfica". ".
El xifrat es basa en una combinació de quatre registres de desplaçament de retroalimentació lineal amb un rellotge irregular i un combinador no lineal.
L'any 1999, Ian Goldberg i David A. Wagner van criptoanalitzar l'A5/2 el mateix mes en què es va fer enginyeria inversa i van demostrar que era extremadament feble, tant és així que els equips de gamma baixa probablement poden trencar-lo en temps real.
El 2003, Elad Barkan, Eli Biham i Nathan Keller van presentar un atac només amb text xifrat basat en els codis de correcció d'errors utilitzats en la comunicació GSM. També van demostrar una vulnerabilitat en els protocols GSM que permet que un atac d'home-in-the-middle funcioni sempre que el telèfon mòbil admeti A5/2, independentment de si realment s'està utilitzant.
Des de l'1 de juliol de 2006, la GSMA (Associació GSM) va ordenar que els telèfons mòbils GSM ja no admetin el xifrat A5/2, a causa de la seva debilitat i el fet que l'associació 3GPP considera obligatori A5/1. El juliol de 2007, el 3GPP va aprovar una sol·licitud de canvi per prohibir la implementació d'A5/2 en qualsevol telèfon mòbil nou, en la qual s'indica: "És obligatori que el mode A5/1 i no encriptat s'implementin a les estacions mòbils. Està prohibit implementar A5/2 a les estacions mòbils". Si la xarxa no és compatible amb A5/1, es pot utilitzar una connexió sense xifrar.